# Platja de San Pedro de La Ribera

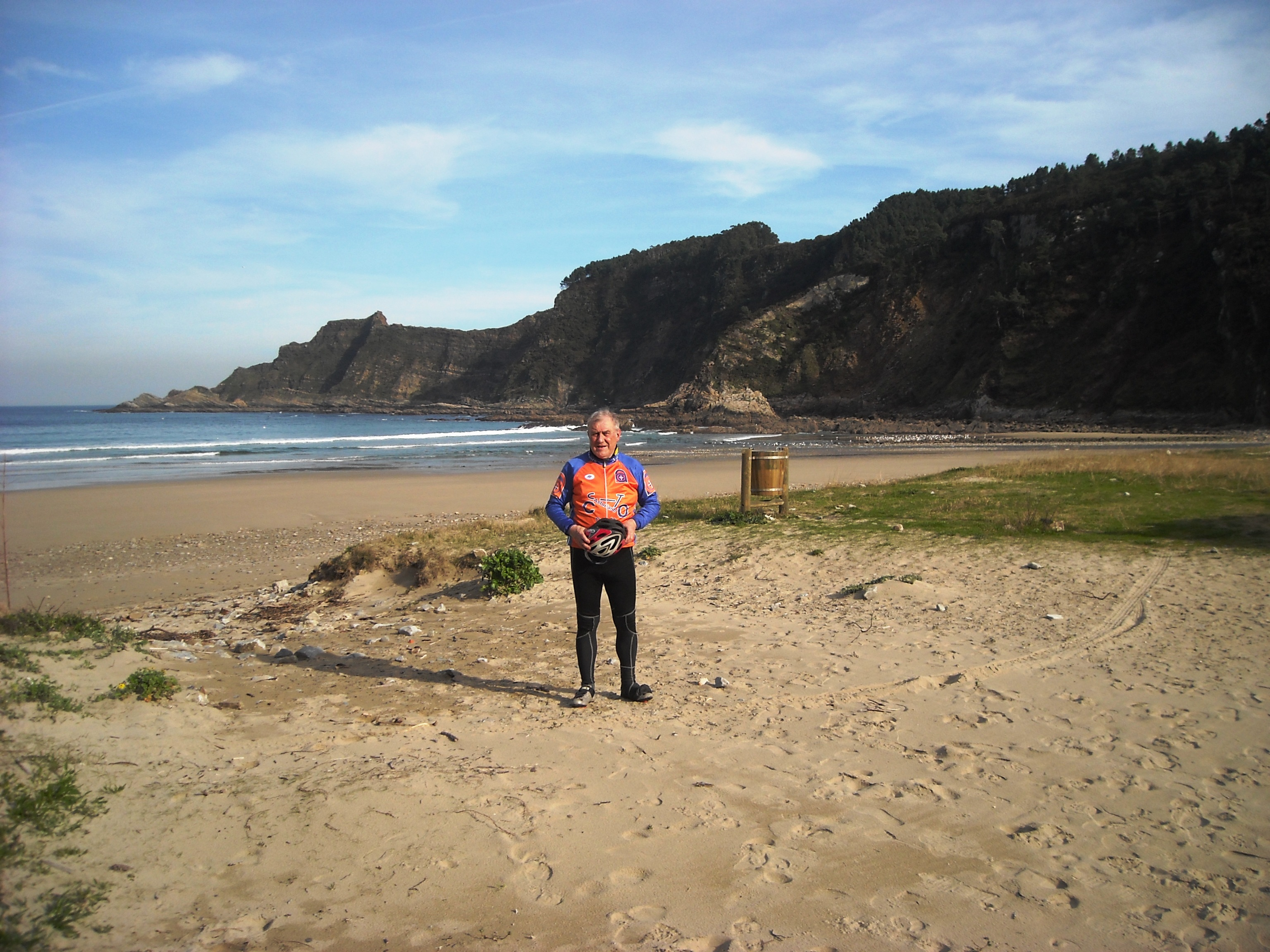

La platja de San Pedro de la Ribera es troba en el concejo asturià de Cudillero i pertany a la localitat de Soto de Luiña. Està catalogada com a Paisatge protegit, ZEPA i LIC, i s'emmarca en la Costa Occidental d'Astúries.

## Descripció
La platja té forma de petxina, té una longitud d'uns 450-460 m i una amplària mitjana d'uns 30 m. El seu entorn és residencial i amb un grau d'urbanització i la perillositat és mitjans. Les sorres fines i orades i té bastant assistència. Els accessos són per als vianants o amb cotxe fins a la mateixa platja i de fàcil recorregut. El seu entorn és residencial, amb un grau mitjà d'urbanització i ocupació alta.
Per accedir a la platja cal prendre una carretera que parteix del centre de Soto de Luiña i va fins a la platja, fins al propi nivell del mar, en un trajecte d'uns dos km totalment plans i molt senzills. En hores de marea baixa es troben molt bons llocs de pesca en els extremosde la platja. Té la desembocadura del riu Esqueiro, que té com a afluents els rius Llantero i El Panizal. Les aigües en la desembocadura són netes i cristal·lines. Té un edifici de serveis i en els seus baixos hi ha una necròpoli medieval.
Té un conjunt ámplio de serveis com a càmping, dutxes, zones verdes, vigilanvia, aparcament i serveis, entre altres com són els restaurants una mica més allunyats. Quant a altres llocs per visitar està un recinte castreño damunt de la punta de la Garita. Les activitats més recomanades són el bussejo, el pesca submarina i l'esportiva a canya. La platja està catalogada com a «Categoria 1» per a la pràctica del surf. Platja recomanada per a tota la família.